# Valeriana bornmuelleri
Valeriana bornmuelleri là một loài thực vật có hoa trong họ Kim ngân. Loài này được Pilg. miêu tả khoa học đầu tiên năm 1910.